# Aída Yéspica

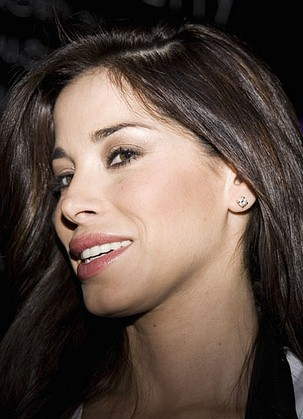
Aída Yéspica

Aída María Yéspica Jaime (* 15. Juli 1982 in Barquisimeto) ist ein venezolanisches Model und Schauspielerin.

## Leben

### Covermodel
2003 startete sie eine Karriere als Model in Mailand. Außerdem war sie auf den Titelseiten vieler Zeitschriften wie GQ oder Maxim zu sehen.

### Fernsehdarstellerin
Durch ihre Mitwirkung in Fernsehsendungen wie L’isola dei Famosi (die italienische Version von Celebrity Survivor) und Supervivientes (die spanische Version von Survivor) erlangte sie vor allem als Reality-TV-Star in Spanien und Italien größere Bekanntheit. Im Anschluss begann sie als Schauspielerin zu arbeiten; ihren ersten Auftritt hatte sie in dem Fernsehfilm Domani è un’altra truffa.

### Berlusconi-Kontroverse
Im Januar 2007 schrieb Veronica Lario, die Ehefrau von Italiens damaligen Silvio Berlusconi, einen offenen Brief an die Zeitung La Repubblica, worin sie ihren Ehemann aufforderte, sich für einen Flirt mit zwei Damen bei einer öffentlichen Veranstaltung zu entschuldigen. In dem Brief schrieb sie unter anderem, ihre Würde sei verletzt worden. Zu Mara Carfagna soll Berlusconi gesagt haben „Wenn ich nicht schon verheiratet wäre, würde ich Sie jetzt auf der Stelle heiraten.“.
Und Aída Yéspica soll zu Berlusconi gesagt haben „Mit Ihnen würde ich auf eine einsame Insel gehen“, und er habe daraufhin geantwortet, „Ich würde mit Ihnen überall hingehen.“
2009 stellte Berlusconi sie zusammen mit zwei anderen Frauen aus dem Showgeschäft als Kandidatin für die Europawahlen auf, was für einen Eklat in der italienischen Öffentlichkeit sorgte. Auf den öffentlichen Protest seiner Ehefrau hin zog er ihre Kandidatur und die einer der zwei anderen zurück.

### Privates
Yéspica hat einen Sohn, Aron, geboren am 27. November 2008; Vater ist ihr früherer Freund, der Fußballer Matteo Ferrari. Im Januar 2009 trennten sich Yéspica and Ferrari, nachdem sie zwei Jahre in der Türkei zusammengelebt hatten. Sie hatte auch eine Beziehung mit Adrian Mutu.
Seit April 2011 lebt sie in Spanien. Nach einer Beziehung mit dem bayrischen Modedesigner Philipp Plein, heiratete Yéspica am 5. Juli 2012 in Las Vegas den venezolanischen Anwalt Leonardo Gonzales, von dem sie sich aber nach nur 100 Tagen Ehe wieder trennte. Zuletzt war sie mit dem britischen Investmentbanker und Multimillionär Roger Jenkins liiert.

## Filmografie
- 2006: Domani è un’altra truffa (Fernsehfilm)
- 2007: Di che peccato sei? (Fernsehfilm)
- 2007: Natale in crociera
- 2013: UnderSense (Kurzfilm)
- 2013: The Night Club - Osare per credere (Kurzfilm)